# Los Angeles (foto)
Los Angeles é uma foto colorida feita pelo artista visual alemão Andreas Gursky em 1998. É uma edição de seis. A imagem foi manipulada por computador, seguindo o processo habitual do artista, e possui as dimensões de 158,3 por 316,3 cm. É um dos maiores exemplos do trabalho do artista. Ele retrata Los Angeles, Califórnia, à noite, sob um céu muito escuro, com as luzes da cidade brilhando. A visão cósmica da cidade dá até a impressão de mostrar parte da curvatura da Terra. As cópias da imagem são mantidas no The Broad Museum, em Los Angeles, e nos museus de arte de Harvard. Uma cópia de Los Angeles foi vendida na Sotheby's, Londres, por U$$ 2.900.000 em 27 de fevereiro de 2008. Uma cópia, assinada e datada ao contrário: "A Gursky" Los Angeles "4/6 '98'" foi vendida em um leilão em Londres em 6 de outubro de 2017 por £ 1.689.000.